# Croix (Carrefour Deux-Ponts/Petit-Pelo)
La Croix (Carrefour Deux-Ponts/Petit-Pelo), est située au croisement des rues Deux-Ponts et Petit-Pelo, sur la commune de  Ploërmel dans le Morbihan.

## Historique
La croix (Carrefour Deux-Ponts/Petit-Pelo) fait l’objet d’une inscription au titre des monuments historiques depuis le 30 mai 1927.